# 오카미역
오카미역(일본어: 岡見駅)은 일본 시마네현 하마다시에 있는 서일본 여객철도 · 일본화물철도 산인 본선의 철도역이다.

## 역 구조
섬식 승강장 1면 2선의 구조를 가진 고가역이며, 교행이 가능하다. 역사와 승강장은 지하통로로 연결되어 있다.
| 플랫폼      | 노선        | 방향 | 행선지                   |
| ----------- | ----------- | ---- | ------------------------ |
| 1 (역사 쪽) | ■ 산인 본선 | 상행 | 하마다 · 이즈모시 방면   |
| 2 (반대 쪽) | ■ 산인 본선 | 하행 | 마스다 · 신야마구치 방면 |

### 화물취급 · 전용선
JR 화물의 역 전용선 발착의 차급 화물의 취급역이다.
역 동쪽, 주고쿠 전력 미스미 발전소로 전용선이 연결되고 있다. 이 선로는, 발전소 건설에 수반해 1992년에 경로 변경되었던 산인 본선의 구 노선 일부를 재이용하고 있다.
미네역부터 이 역까지, 1일 왕복 1회의 화물 열차가 운행되고 있다.

## 이용 현황
| 승차 인원 추이 | 승차 인원 추이 |
| 연도           | 1일 평균       |
| -------------- | -------------- |
| 1999           | 86             |
| 2000           | 101            |
| 2001           | 94             |
| 2002           | 99             |
| 2003           | 81             |
| 2004           | 70             |
| 2005           | 49             |
| 2006           | 60             |
| 2007           | 60             |
| 2008           | 58             |
| 2009           | 52             |
| 2010           | 49             |

## 역 주변
- 주고쿠 전력 미스미 발전소 (화력 발전소)

## 인접 역
| 서일본 여객철도 산인 본선 | 서일본 여객철도 산인 본선 | 서일본 여객철도 산인 본선 |
| ------------------------- | ------------------------- | ------------------------- |
| 미호미스미 요나고 방면    | ■ 산인 본선               | 가마테 마스다 방면        |